# Don Imus
Jonathan Donald "Don" Imus, Jr. (født 23. juli 1940, død 27. december 2019) var en amerikansk radiovært og komiker.